# Death Atlas
Death Atlas — седьмой студийный альбом американской дэтграйнд-группы Cattle Decapitation, выпущенный 29 ноября 2019 года на лейбле Metal Blade Records. Его выпуск совпал с черной пятницей и вышел более чем через четыре года после их предыдущего студийного альбома The Anthropocene Extinction (2015). Это первый альбом группы с участием второго гитариста Белисарио Димуцио и нового басиста Оливье Пинара. Альбом дебютировал на 116 позиции в крупнейшем американском чарте Billboard 200.

## Предыстория
Death Atlas был записан на студии Flatline Audio в Денвере с продюсером Дэйвом Отеро. Обложку альбома создал Уэс Бенскотер. Вокалист Трэвис Райан говорил про пластинку: «Мы создали то, что, по нашему мнению, является нашим самым сильным альбомом на сегодняшний день», (…) «Музыкально и лирически в этот альбом вложено много горя, гнева, ненависти, страсти и эмоций». Перед выпуском альбома группа выступила со-хедлайнером Summer Slaughter Tour 2019 года.

## Отзывы критиков
Альбом получил в целом положительные отзывы от музыкальной прессы. Сайт Consequence of Sound поставил пластинку на второе место в своём топ-30 лучших метал-альбомов. Журнал Decibel поместил Death Atlas на 20-ю позицию в своём аналогичном списке; Loudwire также назвал его одним из 50 лучших метал-альбомов года. Согласно рейтингу читателей сайта Metal Storm, Death Atlas входит в топ-20 альбомов 2019 года.

## Список композиций
| №                   | Название                                 | Длительность |
| ------------------- | ---------------------------------------- | ------------ |
| 1.                  | «Anthropogenic: End Transmission»        | 2:15         |
| 2.                  | «The Geocide»                            | 3:43         |
| 3.                  | «Be Still Our Bleeding Hearts»           | 3:54         |
| 4.                  | «Vulturous»                              | 4:59         |
| 5.                  | «The Great Dying»                        | 1:12         |
| 6.                  | «One Day Closer to the End of the World» | 3:47         |
| 7.                  | «Bring Back the Plague»                  | 4:28         |
| 8.                  | «Absolute Destitute»                     | 4:35         |
| 9.                  | «The Great Dying II»                     | 1:05         |
| 10.                 | «Finish Them»                            | 2:55         |
| 11.                 | «With All Disrespect»                    | 4:31         |
| 12.                 | «Time's Cruel Curtain»                   | 5:31         |
| 13.                 | «The Unerasable Past»                    | 2:50         |
| 14.                 | «Death Atlas»                            | 9:14         |
| Общая длительность: | Общая длительность:                      | 54:58        |

| №                   | Название                                | Длительность |
| ------------------- | --------------------------------------- | ------------ |
| 15.                 | «An Extreme Indifference to Human Life» | 3:15         |
| Общая длительность: | Общая длительность:                     | 58:13        |

| №                   | Название                                                                        | Длительность |
| ------------------- | ------------------------------------------------------------------------------- | ------------ |
| 15.                 | «In the Kingdom of the Blind, the One-Eyed Are Kings» (кавер на Dead Can Dance) | 4:10         |
| Общая длительность: | Общая длительность:                                                             | 59:08        |

## Участники записи
Cattle Decapitation
- Трэвис Райан — вокал, клавишные (треки 5 и 9)
- Джош Элмор — гитара
- Белисарио Димуцио — гитара
- Оливье Пинар — бас-гитара
- Дэйв МакГроу — ударные

Приглашённые музыканты
- Джон Фишман (Phish) — повествование (трек 13)
- Риккардо Конфорти — клавишные (трек 1)
- Лаура Ле Прюнек — вокал (трек 14)
- Тони Паркер — клавишные (трек 13)
- Оттоне Песанте — духовые (трек 16)
- Мелисса Лукас-Харлоу — повествование (трек 5)

Производственный персонал
- Дэйв Отеро — продюсирование, сведение, мастеринг
- Уэс Бенскотер — обложка

## Чарты
| Чарт (2019)                          | Высшая позиция |
| ------------------------------------ | -------------- |
| Австралия (ARIA)                     | 10             |
| Германия (Offizielle Top 100)        | 56             |
| США (Billboard 200)                  | 116            |
| США (Billboard Top Hard Rock Albums) | 3              |
| США (Billboard Top Rock Albums)      | 12             |
| Швейцария (Schweizer Hitparade)      | 97             |